# Зубовка (Мурманская область)
Зубовка — бывший населённый пункт в Печенгском районе Мурманской области России. 
Располагался на Рыбачьем полуострове на берегу Зубовской губы — залива Баренцева моря. Находился в 50 км от районного центра посёлка Печенга.
Законом Мурманской области № 1156-01-ЗМО от 23 ноября 2009 года населённый пункт был упразднён в связи с отсутствием проживающего населения.